# Денні Оллсопп
Денні Оллсопп (англ. Danny Allsopp, нар. 10 серпня 1978, Мельбурн) — австралійський футболіст, що грав на позиції нападника.
Виступав, зокрема, за «Мельбурн Вікторі», а також національну збірну Австралії.

## Клубна кар'єра
Розпочав грати у футбол у клубах чемпіонату штату Вікторії «Монблук Рейнджерс» та «Кройдон Сіті», а влітку 1995 року опинився у клубі «Саут Мельбурн» з Національної футбольної ліги, вищого дивізіону країни, в якій провів два сезони, взявши участь у 20 матчах чемпіонату, після чого ще один сезон провів там же, виступаючи за клуб «Карлтон».
Згодом з 1998 року, після недовгих виступів за «Порт Мельбурн» у чемпіонаті штату Вікторія, Оллсопп перейшов за 10 тис. фунтів у «Манчестер Сіті», що тоді виступав у третьому за рівнем дивізіоні країни. Там австралієць у першому сезоні був основним гравцем, зігравши у 24 іграх, в яких забив 4 голи і допоміг команді зайняти 3-тє місце та підвищитись у класі. Втім після цього Денні втратив місце в основі і здавався в оренди в інші клуби третього за рівнем дивізіону «Ноттс Каунті», «Рексем» та «Бристоль Роверс». «Манчестер Сіті» тим часом пробився до Прем'єр-ліги, що ще більше знизило шанси австралійця залишитись у манчестерській команді. 11 листопада 2000 року Оллсопп зіграв свій перший і єдиний матч у англійській Прем'єр-лізі, вийшовши на заміну на 75-й хвилині замість Пауло Ванчопе у грі проти «Вест Гема» (1:4).
Того ж місяця за 300 000 фунтів стерлінгів Денні був проданий у «Ноттс Каунті». Цього разу відіграв за команду з Ноттінгема наступні три сезони своєї ігрової кар'єри. Більшість часу, проведеного у складі «Ноттс Каунті», був основним гравцем атакувальної ланки команди, що виступала у третьому за рівнем дивізіоні Англії. У складі «Ноттс Каунті» був одним з головних бомбардирів команди, маючи середню результативність на рівні 0,38 голу за гру першості і забив 50 м'ячів у 111 матчах у всіх турнірах.
Влітку 2003 року «Ноттс Каунті», який зазнав фінансових збитків, повинен був продати своїх гравців із найбільшими зарплатами, у тому числі і Оллсопп, в результаті чого австралієць опинився у клубі четвертого за рівнем дивізіону «Галл Сіті». Там в свій перший сезон він забив 15 голів і зіграв вирішальну роль у виході клубу до третього дивізіону.
Навесні 2005 року він розірвав контракт з «Галлом» для підписання угоди із новостворений клубом «Мельбурн Вікторі», що мала виступати у новоствореній A-Лізі. У цій команді Оллсопп виграв чемпіонат Австралії у 2007 і 2009 роках, забивши у цих сезонах в чемпіонаті 12 і 11 голів відповідно, обидва рази стаючи другий найкращим бомбардиром ліги після Арчі Томпсона (15 голів) та Шейна Смелца (12 голів) відповідно.
Незабаром після початку сезону 2009/10 Оллсопп перейшов до катарського клубу «Аль-Райян» і підписав там фінансово прибутковий контракт. Втім після того, як головний тренер клубу Пауло Аутуорі повернув нападника з Оману Амада Аль-Хосні в «Аль-Райян» в кінці року, Оллсопп, незважаючи на шість голів у дванадцяти матчах в усіх турнірах, через жорсткий регламент про іноземців (максимум чотири іноземці, принаймні один з Азії) змушений був покинути клуб.
На початку 2010 року Денні підписав дворічний контракт з «Ді Сі Юнайтед» з МЛС. Оллсопп забив п'ять голів у 23 матчах ліги за клуб, але наприкінці сезону команда фінішувала останньою в таблиці з шістьма перемогами з 30 ігор.
Наприкінці грудня 2010 року Оллсопп повернувся у «Мельбурн Вікторі», у складі якого вже виступав раніше, підписавши угоду до середини 2013 року. Тим не менш не маючи достатньої ігрової практики, 18 жовтня 2012 року він оголосив про завершення професіональної кар'єри. Надалі Оллсопп ще пограв за «Кройдон Сіті» у чемпіонату штату Вікторії, а також за «Лонсестон Сіті» у Національній прем'єр-лізі Тасманії.

## Виступи за збірні
1994 року дебютував у складі юнацької збірної Австралії (U-17), з якою наступного року поїхав на юнацький чемпіонат світу 1995 року у Еквадорі. Там Денні забив 5 голів і став найкращим бомбардиром турніру, а аргентинці вилетіли на стадії чвертьфіналу. Загалом на юнацькому рівні взяв участь в 11 іграх, відзначившись 10 забитими голами.
Протягом 1996—1997 років залучався до складу молодіжної збірної Австралії, разом з якою бав участь у молодіжному чемпіонаті світу в Малайзії. Вперше на турнірі Оллсопп з'явився на 82 хвилині другого матчу групового етапу Угорщини (1:0) замість Костаса Салапасідіса, а вже на 90 хвилині забив єдиний гол, та приніс своїй збірній перемогу. У матчі третього туру проти Аргентини (4:3) Денні не зіграв, але команда змогла вийти в плей-оф. Там Австралія мала зіграти проти Японії і програла 1:0, вилетівши з турніру, а Оллсопп знову вийшов на заміну у кінцівці гри. Після цього став залучатись до матчів збірної до 23 років, де стабільно виступав, але у фінальну заявку на домашні Літні Олімпійські ігри 2000 року не потрапив. Всього на молодіжному рівні зіграв у 14 офіційних матчах, забив 15 голів.
2 червня 2007 року дебютував в офіційних матчах у складі національної збірної Австралії в товариській грі проти Уругваю (1:2). У наступні два роки Оллсопп зіграв ще по одному матчу за збірну, втім так у її складі і не закріпився.

## Досягнення

### Клубні
- Переможець регулярного чемпіонату A-Ліги: 2006/07, 2008/09
- Переможець плей-оф A-ліги: 2007, 2009

### Збірні
- Переможець Юнацького чемпіонату ОФК: 1995
- Переможець Молодіжного чемпіонату ОФК: 1997

### Індивідуальні
- Найкращий бомбардир юнацького чемпіонату світу: 1995 (5 голів)
- Найкращий бомбардир регулярного чемпіонату A-Ліги: 2006/07 (11 голів)
- Гравець року «Мельбурн Вікторі»: 2006/07, 2008/09